# Robert Budd Dwyer
Robert Budd Dwyer (St. Charles, Missouri, 21 november 1939 – Harrisburg, Pennsylvania, 22 januari 1987) was een Amerikaans politicus en vertegenwoordigde de Republikeinse Partij. In de periode 1971-1987 zetelde hij in de senaat van Pennsylvania. Tussen 20 januari 1981 en 22 januari 1987 was hij hoofd van de dienst Financiën van deze staat.
Dwyer kwam in 1986 in opspraak omdat hij smeergeld zou hebben aangenomen van een Californisch computerbedrijf betreffende een miljoenencontract. Dwyer trachtte tevergeefs de rechter ervan te overtuigen dat hij onschuldig was en erin was geluisd. Dwyer kreeg een gevangenisstraf van 55 jaar, die zou ingaan op 23 januari 1987. 
Op 22 januari 1987 organiseerde hij een persconferentie waarbij de genodigden dachten dat Dwyer zijn ontslag zou aankondigen. Dwyer trachtte echter de pers nogmaals duidelijk te maken dat hij onschuldig was en het gerecht had gefaald. Hij bekritiseerde de aanklager van het proces (James West), voormalig gouverneur Thornburgh en rechter Malcolm Muir. Verder gaf hij openlijk toe dat hij in het verleden meermalen voorstander van de doodstraf was geweest maar nu twijfels had, omdat daardoor wellicht onschuldige mensen stierven. Daarop gaf hij drie bruine verzegelde enveloppen af aan enkele van zijn medewerkers. Uit een vierde enveloppe nam hij een .357-revolver en schoot zichzelf daarna neer door een kogel door zijn gehemelte af te vuren. In de andere enveloppen zaten een afscheidsbrief met instructies voor zijn begrafenis, zijn orgaandonatiekaart en een brief voor gouverneur Casey. In deze laatste brief schreef Dwyer dat hij met zijn zelfmoord geen ontslag had genomen, maar dat er nu wel een vacature was, waarvoor hij zijn eigen echtgenote als opvolgster aanraadde.
- Library of Congress Control Number: n88037119
- Virtual International Authority File: 35995529
- WorldCat: E39PBJqqqpqVxk6Q6y8GXxH6Kd